# Götz Dieckmann
Götz Dieckmann (* 27. August 1941 in Wiesenburg) ist ein deutscher marxistischer Neuzeithistoriker, der in leitender Position an der SED-Parteihochschule „Karl Marx“ lehrte.

## Leben
Götz Dieckmann legte 1959 sein Abitur ab, trat als Offiziersschüler in die NVA ein und verließ sie 1961 als Unteroffizier. Ab 1961 studierte er Geschichte und Kunstgeschichte an der Humboldt-Universität Berlin. 1965 wurde Dieckmann mit dem Karl-Marx-Stipendium ausgezeichnet, 1966 schloss er sein Studium als Diplom-Historiker ab. Von 1966 bis 1968 war er der erste Forschungsstudent der DDR an der HUB. Die Promotion erfolgte im Februar 1968 bei Walter Bartel mit einer Arbeit zum Thema Existenzbedingungen und Widerstand im Konzentrationslager Dora-Mittelbau unter dem Aspekt der funktionellen Einbeziehung der SS in das System der faschistischen Kriegswirtschaft.
Anschließend wurde Dieckmann wissenschaftlicher Assistent an der Parteihochschule „Karl Marx“ beim ZK der SED in Berlin, wo er 1971 zum Leiter der Abteilung Ausländerstudium wurde. Von 1973 bis 1976 war er stellvertretender Direktor der Hochschule und Leiter des Instituts für Ausländerstudium. Die Promotion B erfolgte 1977 mit einer Schrift zum Thema Zur Geschichte der Theorie des wissenschaftlichen Kommunismus. Die Begründung und Entwicklung der Theorie der sozialistischen Revolution durch Karl Marx, Friedrich Engels und Wladimir Iljitsch Lenin (bis zur Großen Sozialistischen Oktoberrevolution). Seit 1978 lehrte Dieckmann als ordentlicher Professor, wo er 1979 auch zu Direktor des Wissenschaftsbereiches Geschichte wurde. Ab 1982 war er zusätzlich Prorektor für internationale Zusammenarbeit.
Im November 1989 wurde er im Zuge der Wende erster frei gewählter Rektor der Hochschule und blieb in dieser Funktion bis zur Auflösung im Juli 1990. Er war auch Mitglied des Präsidiums der Historiker-Gesellschaft der DDR. Dieckmann ist stellvertretender Vorsitzender des „RotFuchs“-Fördervereins und gehört zur Lagergemeinschaft Buchenwald-Dora. Mit der Geschichte der Konzentrationslagers Mittelbau-Dora beschäftigte Dieckmann sich schon seit seiner Studienzeit. 1976 wurde er mit dem Vaterländischen Verdienstorden in Bronze ausgezeichnet.

## Schriften
- Zu einigen Fragen der marxistisch-leninistischen Theorie der sozialistischen Revolution, Parteihochschule Karl Marx beim ZK der SED, Berlin 1978
- Einführung in Lenins Schrift „Zwei Taktiken der Sozialdemokratie in der demokratischen Revolution“ (gemeinsam mit Brunow Mahlow), Dietz-Verlag, Berlin 1980
- Das „Manifest der Kommunistischen Partei“ – die Geburtsurkunde des wissenschaftlichen Kommunismus. Das Programm der SED, Berlin 1980
- Die sozialistische Revolution – Theoriegeschichtlicher Abriß, Dietz-Verlag, Berlin 1985
- Einführung in Lenins Schrift „Der ,linke Radikalismus’, die Kinderkrankheit im Kommunismus“, Dietz-Verlag, Berlin 1987